# Каботер

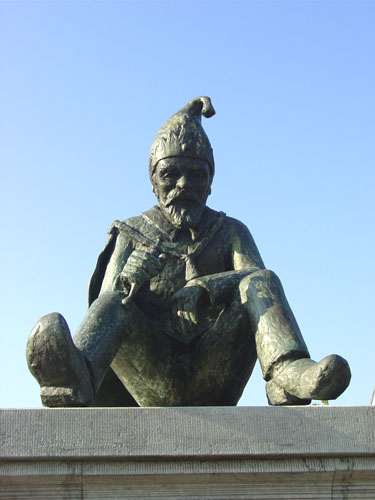
Король гномов Кирьё, персонаж фольклора голландской провинции Де-Кемпен

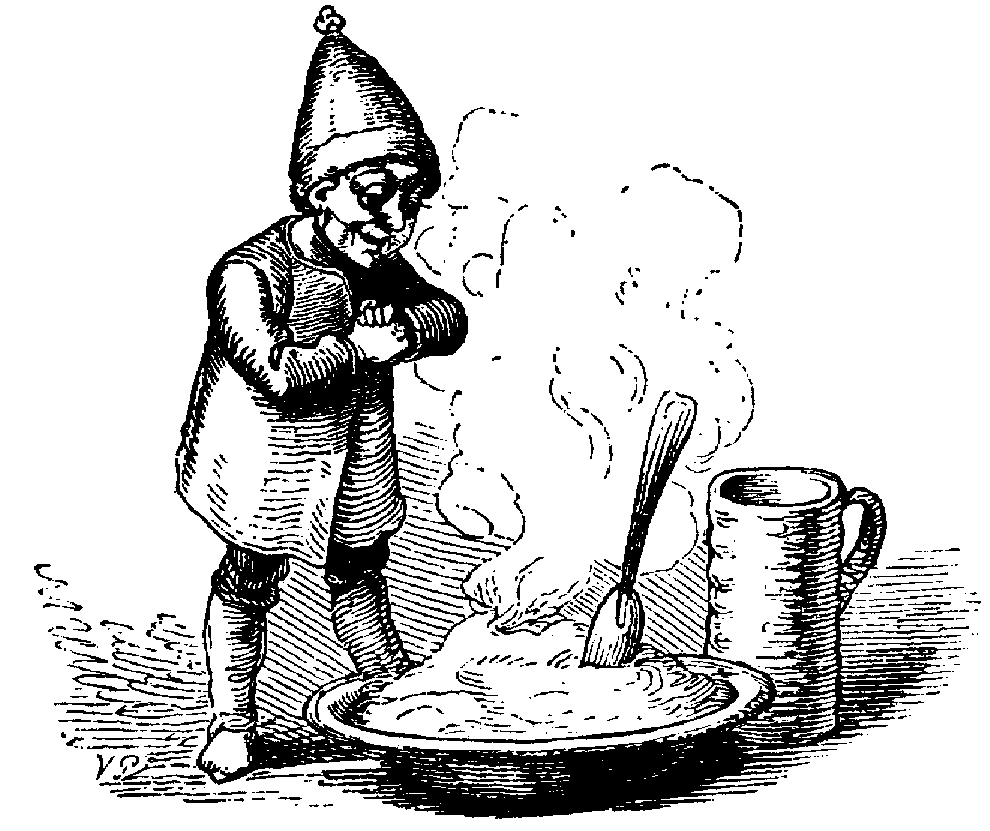
Каботер и крупа. Иллюстрация к сказке Х. К. Андерсена

Кабayтер (нидерл. Kabouter) — персонаж голландского фольклора, аналог ирландского лепрекона, норвежского ниссе, шотландского брауни, немецкого кобольда, русского домового и других.

## Этимология
В голландском и других языках кабаутеров часто путают с гномами. Основное различие между кабаутерами и гномами сводится к местам обитания: кабаутеры обитают в жилищах людей, мельницах или грибах, в то время как гномы живут преимущественно в лесах или под землёй.
Слово «кабаутер» (нидерл. Kabouter), по всей видимости, происходит от древнегерманских слов kuƀa-Walda («смотритель») или kuƀa-hulþa («хранитель дома», откуда произошло слово «Kobold» — добрый или злой домашний дух). В древнеанглийском языке существуют схожие слова cofgodu, cofgodas (пенаты, лары).
Слово «гном» впервые ввёл в обращение швейцарский врач и алхимик XVI века Парацельс. Он описал их как своего рода «элементали» высотой около 40 см.

## В фольклоре и массовой культуре
В голландском фольклоре кабаутеры представлены как крохотные люди, ростом от 15 до 45 сантиметров, живущие в жилищах людей, мельницах или грибах. Кабаутеры-мужчины имеют длинные бороды и носят высокие остроконечные красные или зелёные шляпы. Как правило, стесняются людей.
В старой голландской сказке Легенда о деревянных башмаках кабаутер учит голландца, как сделать сваи и деревянные башмаки.
Широкую известность кабаутеры получили благодаря книге голландского писателя Вила Хейгена с иллюстрациями Рина Поортвлита — Leven en werken van de Kabouter (рус. Жизнь и труды  каботеров), которая была переведена на английский и опубликована в 1977 году под названием «Гномы».
В современной массовой культуре, американское турагентство Travelocity использует для своих рекламных роликов статуэтку кабаутера, выполненную в стиле иллюстраций Поортвлита, которую именуют «странствующий гном Travelocity».
Слово «кабаутер» также было использовано Роэлем ван Дуйном для названия созданной им анархистской группы кабутеры, существовавшей в Нидерландах в 1970-е годы.